# Steffany Garatejo
Estefani Garatejo-Barragán –conocida como Steffany Garatejo– (20 de julio de 1992) es una deportista colombiana que compitió en judo. Ganó una medalla de oro en el Campeonato Panamericano de Judo de 2009 en la categoría de –44 kg.

## Palmarés internacional
| Campeonato Panamericano | Campeonato Panamericano  | Campeonato Panamericano | Campeonato Panamericano |
| Año                     | Lugar                    | Medalla                 | Categoría               |
| ----------------------- | ------------------------ | ----------------------- | ----------------------- |
| 2009                    | Buenos Aires (Argentina) | Medalla de oro          | –44 kg                  |